# Synodus lucioceps
Synodus lucioceps är en fiskart som först beskrevs av William Orville Ayres, 1855.  Synodus lucioceps ingår i släktet Synodus och familjen Synodontidae. IUCN kategoriserar arten globalt som livskraftig. Inga underarter finns listade i Catalogue of Life.